# 笑内駅
笑内駅（おかしないえき）は秋田県北秋田市阿仁笑内字笑内にある、秋田内陸縦貫鉄道秋田内陸線の駅。無人駅。
駅名の由来は、アイヌ語の「オ・カシ・ナイ」（川下に小屋のある川）より。

## 歴史
- 1963年（昭和38年）10月15日[3]：国鉄阿仁合線の駅として北秋田郡阿仁町に開業[1]。
- 1986年（昭和61年）11月1日：秋田内陸縦貫鉄道に転換[1][2]。

## 駅構造
単式ホーム1面1線を有する地上駅。駅舎は無いが待合所が設置されている。

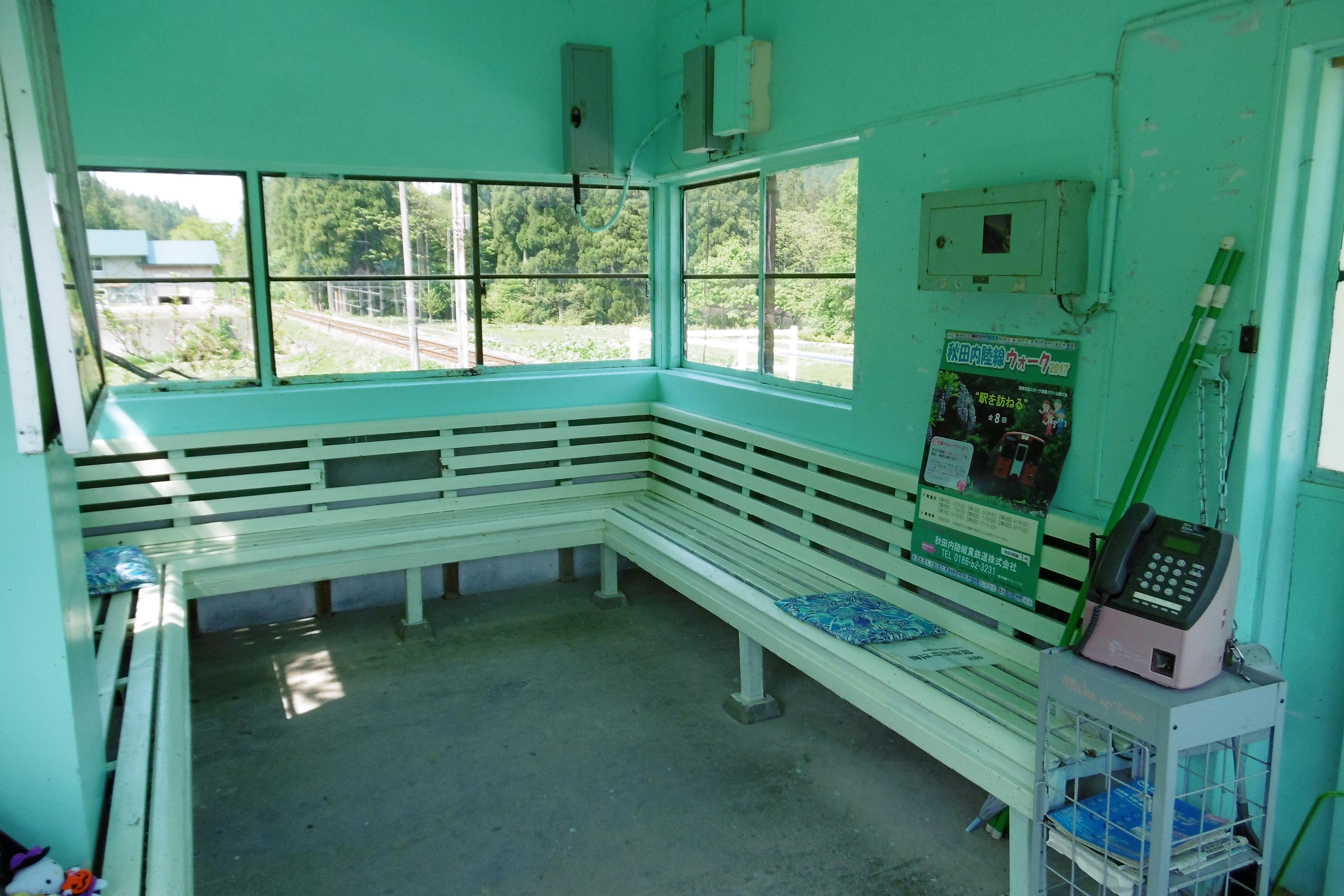
待合所

## 利用状況
| 1日乗降人員推移 | 1日乗降人員推移 |
| 年度            | 1日平均人数     |
| --------------- | --------------- |
| 2016年          | 8               |
| 2017年          | 8               |
| 2018年          | 6               |

## 駅周辺
駅周辺には店舗などが存在しない。
- 阿仁川
- 国道105号[1]

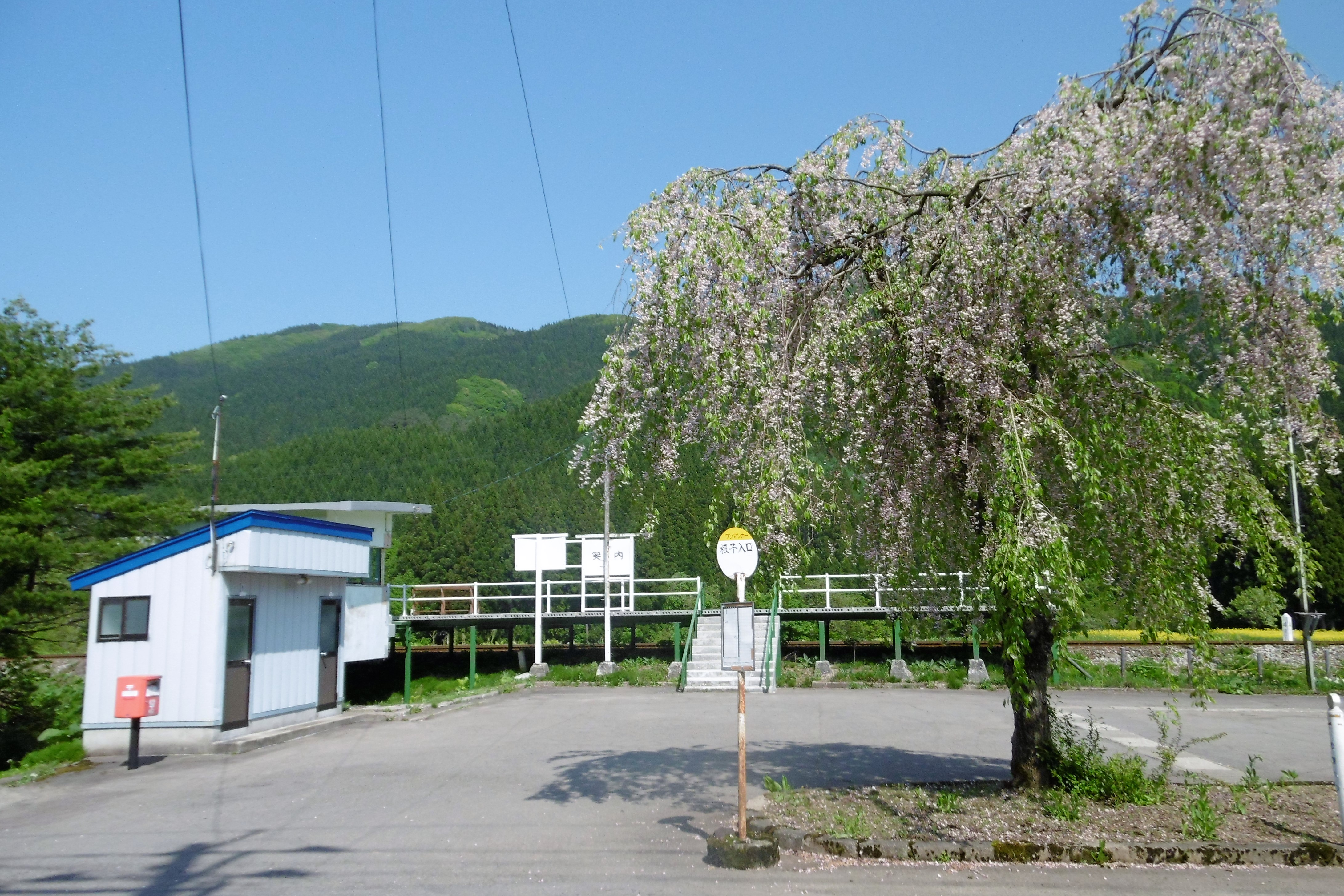
駅前広場

- 根子トンネル（ねっこ-） - 根子集落への短絡路。
- 「根子集落」最寄り駅[1]

源平合戦の落人が開いたとされ、「マタギ発祥の地」として著名な集落で、映画監督山田洋次が選定委員長となった「にほんの里100選」にも選ばれた。
「根子番楽」は、国の重要無形民俗文化財に指定されている伝統ある神楽で、勇壮な武士の舞が演じられる。

## 隣の駅
秋田内陸縦貫鉄道
■秋田内陸線
□快速（上り列車のみ停車）・■普通
萱草駅 - 笑内駅 - 岩野目駅